# Matthias Vogler (Politiker)
Matthias Vogler (* 30. Oktober 1981 in Anklam) ist ein deutscher Politiker der AfD. Seit 2023 ist er Abgeordneter im Bayerischen Landtag.

## Leben
Vogler wurde 1981 in Anklam in der damaligen DDR geboren. 1998 machte er seinen Realschulabschluss, danach lernte er Handelsfachpacker. Von 2000 bis 2008 war er Zeitsoldat bei der Bundeswehr, seit 2002 im Rang eines Stabsunteroffiziers. Er nahm an Einsätzen in Bosnien (EUFOR) und Afghanistan (ISAF) teil. Seit dem Ausscheiden aus dem aktiven Dienst ist er Reservist. Schon während der Bundeswehrzeit machte Vogler 2006 privat eine Ausbildung zum Rettungssanitäter, 2012/13 bildete er sich zum Rettungsassistenten weiter. Nach der Bundeswehrzeit macht Vogler eine Ausbildung zum Bürokaufmann und zum staatlich geprüften Betriebswirt.
2016 trat Vogler in die AfD und die Junge Alternative ein, letzterer gehörte er aus Altersgründen nur bis 2017 an. Von 2018 bis 2021 war er Vorsitzender der AfD im Kreisverband Nürnberg/Schwabach, seit 2019 ist er Mitglied im Konvent der AfD. 2018 geriet Vogler in die Schlagzeilen, als er während der Vereidigung von Angela Merkel für ihre vierte Amtsperiode auf der Zuschauertribüne des Reichstags ein Transparent mit dem Slogan „Merkel muss weg“ hochhielt, wofür er Hausverbot erhielt.
Zur Landtagswahl 2018 trat Vogler erstmals für die AfD im Stimmkreis Nürnberg-West an und erzielte mit 12,2 % das viertbeste Erststimmenergebnis, womit er nicht in den Landtag gewählt wurde. Bei der Bundestagswahl 2021 kandidierte er im Bundestagswahlkreis Nürnberg-Süd und erreichte mit 10,2 % erneut das viertbeste Erststimmenergebnis, war aber auf der Landesliste nicht gut genug platziert, um in den Bundestag gewählt zu werden.
Bei der Landtagswahl am 8. Oktober 2023 trat er im Stimmkreis Nürnberg-Süd an und erhielt mit 17,0 % das zweitbeste Erststimmenergebnis nach dem Sieger Karl Freller (CSU), der 40,8 % erhielt. Zusammen mit den Zweitstimmen im Wahlkreis Mittelfranken erhielt er das viertbeste Ergebnis der AfD in Mittelfranken und wurde damit in den Landtag gewählt, dem er seit dem 30. Oktober 2023 angehört.
Im Bayerischen Landtag ist Vogler Mitglied im Ausschuss für Gesundheit, Pflege und Prävention. Er wurde von der AfD mehrfach als Kandidat für das Amt des Landtagsvizepräsidenten aufgestellt, aber nicht gewählt. Bei der Wahl in der konstituierenden Sitzung des Landtags stimmten weniger Abgeordnete für Vogler, als AfD-Abgeordnete anwesend waren.
Vogler ist ledig und lebt offen homosexuell, fiel aber selbst durch transphobe Äußerungen auf.